# NGC 4716
NGC 4716 (również PGC 43464) – galaktyka soczewkowata (S0), znajdująca się w gwiazdozbiorze Panny. Odkrył ją Ernst Wilhelm Leberecht Tempel 12 kwietnia 1882 roku.
W galaktyce tej zaobserwowano supernową SN 1981F.